# Distrito de Nagaoka
El distrito de Nagaoka (長岡郡 Nagaoka-gun?) es un distrito localizado en la prefectura de Kōchi, Japón. En junio de 2019 tenía una población estimada de 6.749 habitantes y una densidad de población de 15 personas por km². Su área total es de 449,28 km².

## Localidades
- Motoyama
- Ōtoyo